# Shinobu Aota
Shinobu Aota (jap. 青田 しのぶ, Aota Shinobu; * 26. Oktober 1977 in Obihiro, Hokkaidō) ist eine japanische Curlerin. Sie hat auf der Position des Third unter Skip Anna Ōmiya beim Team Aomori des Aomori CC in der Präfektur Aomori und im Team von Mayo Yamaura gespielt.
Aota war Ersatzspielerin der japanischen Juniorenmannschaft, die 1999 unter Skip Akiko Sekiwa die Silbermedaille bei den Juniorenweltmeisterschaften gewann.
Als Skip führte sie ihre Mannschaft 2002 und 2003 zum Titel bei den Pazifikmeisterschaften. 2010 spielte sie bei der Pazifikmeisterschaft als Third im Team von Mayo Yamaura und gewann die Bronzemedaille.